# Луценко, Алексей Андреевич
Алексей Андреевич Луценко (1 сентября 1922 — 6 февраля 2007) — чемпион Советского Союза по вертолётному спорту, мастер спорта СССР.
Подполковник ВВС. Уроженец посёлка Нижняя Крынка Харцызского района Сталинской области (ныне п. Нижняя Крынка Советского района города Макеевки Донецкой области Украины.) Урна с его прахом захоронена в 65 секторе открытого колумбария Ваганьковского кладбища со стороны участка 25 (недалеко от могилы Льва Яшина, против могилы хоккеиста Александра Рагулина).

## Кинокарьера
В 1961 году сыграл пилота, подвозившего Поражаева и Чудака, в фильме Эльдара Рязанова «Человек ниоткуда».